# City of Wyndham
City of Wyndham är en kommun i Australien. Den ligger i delstaten Victoria, omkring 30 kilometer väster om centrala Melbourne. Antalet invånare var 217 122 vid folkräkningen 2016. Arean är 542 kvadratkilometer.
Följande samhällen finns i Wyndham:
- Hoppers Crossing
- Werribee
- Point Cook
- Tarneit
- Wyndham Vale
- Truganina
- Williams Landing
- Werribee South
- Little River
- Mount Cottrell